# 아머드 코어 (비디오 게임)
《아머드 코어》는 프롬소프트웨어가 제작한 메카 3인칭 슈팅 게임이다. 《아머드 코어》 시리즈 첫 번째 작품으로, 플레이스테이션 플랫폼으로 제작돼 1997년 7월 10일 일본서 처음 발매됐다.
대재앙으로 인해 황폐화돼 인류가 지하로 거주지를 옮긴 먼 미래의 지구를 배경이며, 기업과 개인의 의뢰를 받아 임무를 수행하는 거대로봇 '아머드 코어' 조종사가 주인공이다. 플레이어는 이름없는 아머드 코어 조종사를 조종해 의뢰를 수행하고 보상을 획득해 소유 아머드 코어를 강화하는 방식으로 게임을 진행한다. 각 임무는 적를 격파하거나 특정 물체를 파괴하는 등 다양한 목표가 존재하며, 임무를 완수할 때마다 새로운 의뢰들이 발생하고 플레이어의 선택에 따라 이야기의 진행이 변경된다.

## 반응
《아머드 코어》는 출시 당시 대체적으로 긍정적인 평가를 받았다.

## 참조

### 내용주
1. ↑  영어: Armored Core, 일본어: アーマード・コア